# Катастрофа Ан-12 в Негомбо
Катастрофа Ан-12 в Негомбо — авиационная катастрофа, произошедшая в пятницу 24 марта 2000 года. Военно-транспортный самолёт Ан-12БК авиакомпании «Антей» выполнял грузовой рейс SCB 702 (для авиакомпании Sky Cabs) по маршруту Бангкок—Коломбо, но при заходе на посадку в аэропорту Коломбо в сложных метеоусловиях выполнил два неудачных захода на посадку, а во время выполнения третьего захода рухнул на Негомбо (пригород Коломбо) из-за внезапного истощения авиатоплива и отказа двигателей. В катастрофе погибли 9 человек — 6 человек на борту самолёта из 8 (7 членов экипажа и 1 пассажир) и 3 человека на земле.

## Самолёт
Ан-12БК (регистрационный номер RA-11302, заводской 8346004, серийный 60-04) был выпущен Заводом №84 21 декабря 1968 года и в том же году совершил свой первый полёт, а также получил бортовой номер СССР-11302 и был передан ВВС СССР. В 1992 году был перерегистрирован (борт RA-11302) и начал эксплуатироваться уже в ВВС России. 4 августа 1998 года был передан авиакомпании «Антей», но в полноценную эксплуатацию был ввёден только через 1 месяц (с 3 сентября того же года). Оснащён четырьмя турбовинтовыми двигателями АИ-20М производства Пермского моторного завода. На день катастрофы совершил 4651 цикл «взлёт-посадка» и налетал 7241 час.
В 1999 году Управлению гражданской авиации Шри-Ланки было представлено письмо, выданное Росавиацией, в котором гласилось, что она даёт согласие на лизинг авиакомпании Sky Cabs трёх самолётов Ан-12 (RA-11301, RA-11302 и RA-11367), принадлежащих авиакомпании «Антей». 7 июля 2000 года (уже после катастрофы рейса SCB 702) Росавиация в своём письме Управлению гражданской авиации Шри-Ланки сообщила, что вышеупомянутое письмо про согласие на лизинг трёх Ан-12 она не выдавала. Следовательно, письмо про согласие на лизинг было поддельным документом, а срок его действия истёк ещё 7 марта 2000 года.

## Экипаж
Состав экипажа рейса SCB 702 был таким:
- Командир воздушного судна (КВС) — 41-летний Александр Юрьевич Бокарев. Опытный пилот, налетал 6719 часов, 961 из них на Ан-12.
- Второй пилот — 47-летний Виктор Алексеевич Пенчев. Очень опытный пилот, налетал 10 802 часа, 1702 из них на Ан-12.
- Штурман — 40-летний Сергей Викторович Петров. Налетал 12 360 часов, 4291 из них на Ан-12.
- Бортмеханик — 45-летний Сергей Алексеевич Сизых. Налетал 6393 часа, количество лётных часов на Ан-12 неизвестно.
- Бортрадист — 52-летний Вадим Михайлович Матищев. Налетал 7655 часов, 5840 из них на Ан-12.

Также в состав экипажа входили 36-летний грузчик Евгений Димитрович Щербаков и 38-летний инженер по техническому обслуживанию Александр Фёдорович Подколюзин.
Все 5 пилотов за последние 30 дней до катастрофы налетали 161 час и 34 минуты, что более чем в 2 раза превышало санитарную норму (76 часов). Информация о налёте 2 остальных членов экипажа (грузчика и инженера по техническому обслуживанию) неизвестна.

## Хронология событий
24 марта 2000 года Ан-12БК борт RA-11302 выполнил рейс SCB 701 — в 01:10 (SLST, соответствует UTC+6:00) он вылетел из Коломбо (Шри-Ланка) и в 08:20 (UTC+7:00) приземлился в Бангкоке (Таиланд); полёт прошёл штатно и без происшествий. Затем самолёт должен был выполнить обратный рейс SCB 702 — из Бангкока в Коломбо. Стоянка рейса 702 в Бангкоке продлилась 4 часа 20 минут. В топливных баках самолёта находилось 8300 килограмм топлива, но позже его дозаправили ещё 6681 килограммом авиатоплива и всего в его топливные баки было залито оказалось 14 981 килограмм авиатоплива Jet A-1. Также на борт самолёта поднялся 1 пассажир-сопровождающий груз — 51-летний Элпейдж Себастьян Джаясири Гунасекера (англ. Elpage Sebastian Jayasiri Gunasekera), сотрудник авиакомпании Sky Cabs.
Перед вылетом пилоты рейса 702 получили метеосводку, согласно которой погода на всей протяжённости маршрута была благоприятной. Запасным аэропортом был выбран аэропорт имени Ибрагима Насира в Мале (Мальдивы). Расчётная продолжительность полёта была 5 часов 20 минут, расчётное время прибытия в Коломбо — 16:30 (UTC+5:30). В 12:40 (UTC+7:00) рейс SCB 702 вылетел из Бангкока; на его борту находились 7 членов экипажа, 1 пассажир-сопровождающий и 13 428 килограммов груза (одежда). Общий вес самолёта при взлёте составлял 62 804 килограмма, что было на 1804 килограмма больше, чем максимальный взлётный вес (61 000 килограммов), указанный в РЛЭ Ан-12; при выборе между загрузкой самолёта грузом и заправкой авиатопливом предпочтение отдавалось загрузке. Погода 24 марта в аэропорту Бандаранаике была такой — в 13:10 основной грозовой фронт начал активно распространяться над сушей и к 15:10 распространился на весь восточный сектор аэропорта.
В 16:16 экипаж рейса 702 вышел на связь со службой УВД Коломбо, где получил последнюю метеосводку в аэропорту Бандаранаике. В 16:40 диспетчер передал пилотам штормовое предупреждение, действовавшее до 20:15 (в нём говорилось о грозах), и дал указание перейти на радиосвязь с диспетчером подхода — 34-летним Санджаем Чандималом Дисапатиге (англ. Sanjaya Chandimal Disapathige). К 17:00 грозой был охвачен весь аэропорт Бандаранаике (кроме западного и северо-западного секторов), а видимость сократилась до 1000 метров, но в 17:50 улучшилась до 2000 метров. С 17:00 до 18:00 в аэропорту Бандаранаике были сильная грозовая активность и ливень, которые продолжались немного больше, чем 1 час. Ветер иногда достигал максимальной скорости в 37 км/ч.
Диспетчер подхода запросил у пилотов рейса 702 удаление и дал разрешение на снижение и заход на посадку на взлётно-посадочную полосу (ВПП) №04; при этом в переговорах между экипажем и диспетчером подхода возникли некоторые трудности из-за того, что пилоты не очень хорошо знали английский язык. Две попытки совершить посадку по курсо-глиссадной системе на ВПП №04 не увенчались успехом из-за ливня и усталости пилотов. Экипаж начал выполнять третий заход на посадку уже обратным курсом и на ВПП №22, но во время выполнения этого разворота (и при следовании к точке четвёртого разворота) у самолёта внезапно иссякло авиатопливо и все 4 двигателя остановились, а их винты начали флюгирование, и после этого самолёт вошёл в управляемое скольжение. В 18:04 рейс SCB 702 в процессе снижения начал задевать верхушки кокосовых пальм и сначала оторвалось левое крыло (от удара оно разлетелось на несколько частей ещё до падения на землю), затем оторвалось правое крыло (оно после отрыва от фюзеляжа осталось целым), затем оторвались все 4 двигателя (отделившись от крыльев, они упали в четырёх разных местах) и затем носовая часть с кабиной пилотов. После этого оставшаяся часть фюзеляжа с неотделившейся хвостовой частью рухнула на дома в Негомбо (пригороде Коломбо) в 2,2 километрах северо-северо-западнее аэропорта Бандаранаике.
От удара об кокосовые пальмы и о землю самолёт полностью разрушился. На месте катастрофы возникли два локальных пожара — первый в крыльевом топливном баке, а второй во вспомогательной силовой установке (ВСУ), но они были не сильными и потухли сами. На борту рейса SCB 702 погибли 6 человек — 5 членов экипажа (штурман, бортмеханик, бортрадист, грузчик и инженер по техническому обслуживанию) и пассажир-сопровождающий груз; остальные 2 члена экипажа (КВС и второй пилот) выжили, получив тяжёлые ранения. На земле было разрушено 2 дома и разбито несколько автомобилей, а также погибли 3 человека. Всего в катастрофе погибли 9 человек.

## Расследование
Расследование причин катастрофы рейса SCB 702 проводилось при участии Межгосударственного авиационного комитета (МАК).
Специалисты МАК выполнили расшифровку бортовых самописцев рейса 702 — МСРП-12-96 и К3-63. МСРП-12-96 записывал информацию вплоть до момента катастрофы, качество его магнитной плёнки было удовлетворительным, что подтвердили российские власти. Также они подтвердили удовлетворительное состояние самописца К3-63. Записей в основном бортовом самописце (1Ф01-Б) не оказалось — вместо плёнки в нём специально была установлена спичка, чтобы в кабине пилотов не было сигнала «ЛЕНТА НЕ УСТАНОВЛЕНА». Записей на резервном бортовом самописце (МС-61Б) также не оказалось — в нём была установлена только одна катушка с магнитной плёнкой.
Согласно окончательному отчёту расследования, экипаж рейса SCB 702 не очень хорошо владел английским языком (это подтвердила расшифровка обеих самописцев), а причиной катастрофы стала полная выработка авиатоплива.
Сопутствующими факторами указаны:
- сложные погодные условия (ливень),
- нарушенная санитарная норма налёта экипажа за 30 дней (кроме грузчика и инженера по техническому обслуживанию, их налёт за 30 дней до катастрофы неизвестен),
- некорректное периодическое техническое обслуживание самолёта (с момента последнего техобслуживания самолёт налетал 450 часов, а норма налёта для техобслуживания — 360 часов)[2][5].

## Последствия катастрофы
В 1993 году Управление гражданской авиации Шри-Ланки не выполняла все свои функции корректно и поэтому не заметила многочисленные нарушения международных правил и стандартов безопасности авиакомпании Sky Cabs. С 1999 года Управление гражданской авиации Шри-Ланки вело постоянные переговоры, чтобы откорректировать работу авиакомпании в соответствии с международными требованиями.
3 мая 2000 года вместе с COSCAP-SA (Co-operative Development of Operational Safety and Continuing Airworthiness Programme — South Asia) Управлением гражданской авиации Шри-Ланки была проведена проверка всех авиакомпаний Шри-Ланки по соответствию международным требованиям и стандартам. Авиакомпания Sky Cabs в итоге не прошла эту проверку и была закрыта. В сентябре того же года была закрыта и авиакомпания «Антей».

### Комментарии
1. ↑  Здесь и далее указано местное время — SLST[англ.], оно соответствует UTC+6:00